# Consolida linarioides
Consolida linarioides är en ranunkelväxtart som först beskrevs av Pierre Edmond Boissier, och fick sitt nu gällande namn av Philip Alexander Munz. Consolida linarioides ingår i släktet åkerriddarsporrar, och familjen ranunkelväxter. Inga underarter finns listade i Catalogue of Life.